# Mezőőrke
Mezőőrke (románul Urca) település Romániában Kolozs megyében.

## Fekvése
Kolozs megye déli részén, Kolozsvártól délkeletre, Tordától keletre, Aranyosegerbegy és Györgyed között fekvő település.

## Története
1238-ban Heurke néven jelentkezik a forrásokban. 1318-ban Szent Margit tiszteletére szentelt római-katolikus temploma volt, mely később nyomtalanul eltűnt. A település a 15. század folyamán fokozatosan elnéptelenedett, majd később román lakossággal települt újra.
A trianoni békeszerződésig Torda-Aranyos vármegye Tordai járásához tartozott.

## Lakossága
1910-ben 1042 lakosa volt, ebből 917 román, 95 magyar és 30 cigány nemzetiségű.
2002-ben 1016 lakosából 1008 román, 6 magyar és 2 cigány nemzetiségűnek vallotta magát.